# Palmorchis powellii
Palmorchis powellii är en orkidéart som först beskrevs av Oakes Ames, och fick sitt nu gällande namn av Charles Schweinfurth och Donovan Stewart Correll. Palmorchis powellii ingår i släktet Palmorchis och familjen orkidéer. Inga underarter finns listade i Catalogue of Life.